# Доспешный гарнитур

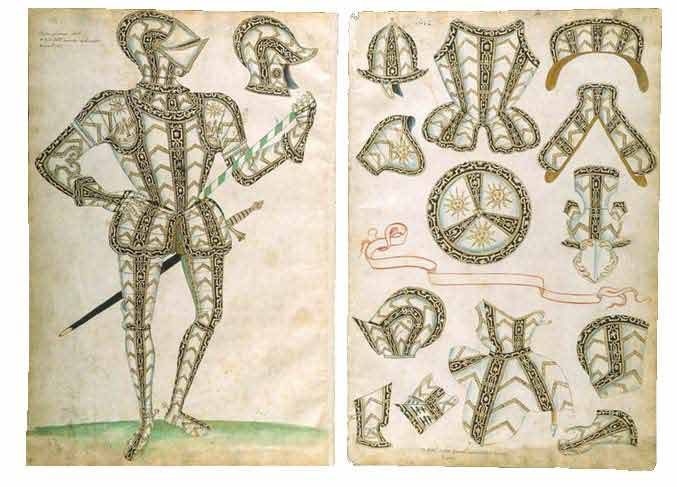
Доспешный гарнитур конца XVI века: хорошо видны альтернативный шлем и дополнительные части доспехов

Доспешный гарнитур (англ. Armour Harness) — комплект доспехов на одного человека в едином стиле, как правило, изготовленных одним мастером. Лучшие доспешные гарнитуры являлись своеобразным «конструктором» на все случаи жизни: для похода можно было надеть на марше шлем с открытым лицом и хорошим обзором, а для турнира предназначались дополнительные усиленные детали, превращавшие доспехи из боевых в турнирные (например, для конного турнира — привинчиваемые к груди щит и толстый шлем; для пешего турнира — латная юбка до колен и опирающийся на плечи шлем с крупной решёткой вместо забрала); для парада также могли иметься дополнительные съёмные украшения.
В среде клубов исторической реконструкции встречается расширенный термин комплект доспехов и вооружения (КДВ; иногда КВД — комплект вооружения и доспехов), включающий в себя также и набор оружия к доспехам.